# Moritz Karl Ernst von Prittwitz

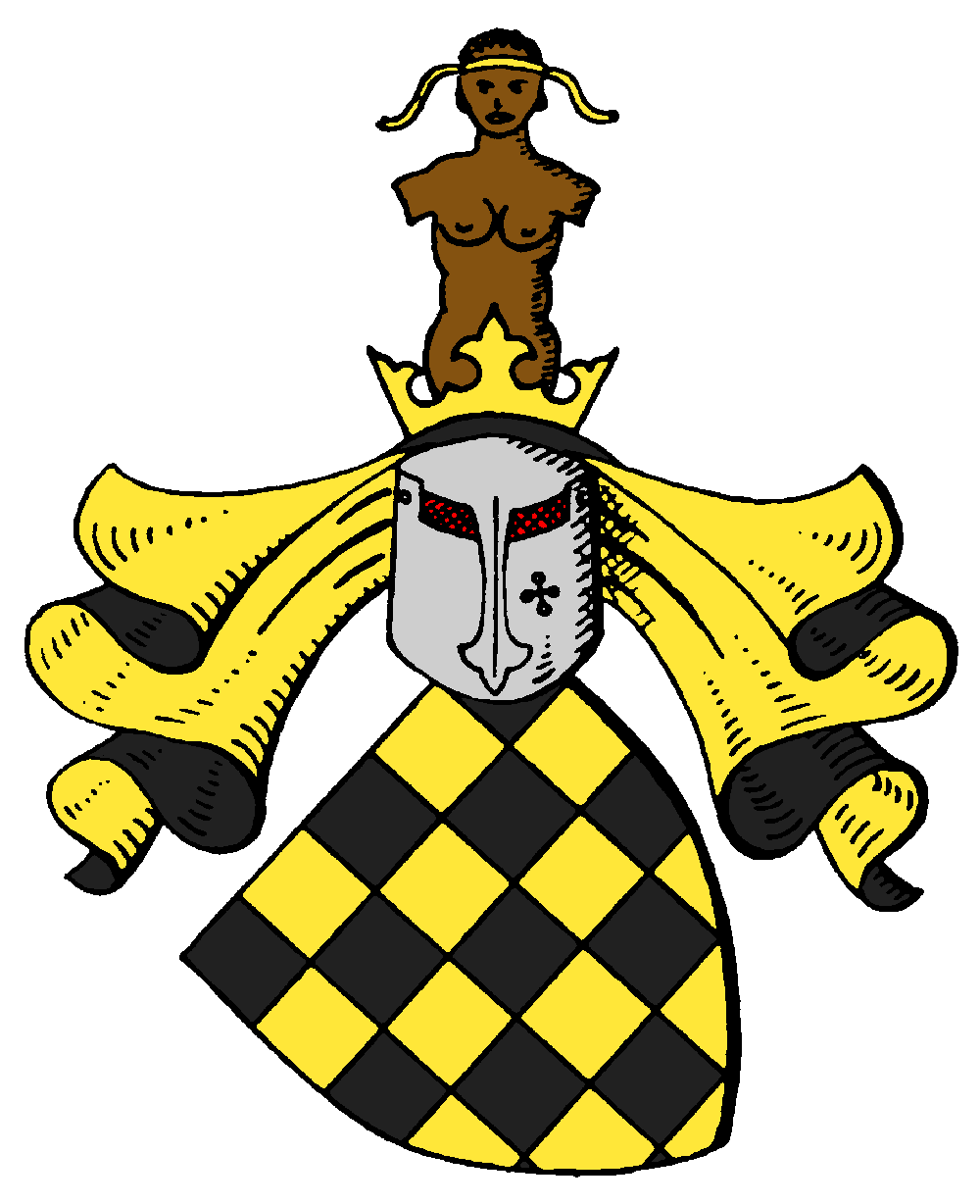
Herb rodu von Prittwitz und Gaffron

Moritz Karl Ernst von Prittwitz und Gaffron (ur. 9 lutego 1795 w Krzyżowicach, zm. 21 października 1885 w Berlinie) – pruski generał dywizji (niem. Generalleutnant). W latach 1818–1823 kierował budową Twierdzy Koblencja, projektowanej przez Astera, a od 1824 był jego adiutantem. Od 1828 kierował budową poznańskiej twierdzy zaprojektowanej przez Johanna Brese. W latach 1841–1849 był kierownikiem budowy twierdzy Ulm nad Dunajem.

## Wyróżnienia
W dowód wdzięczności za jego zasługi nazwiskiem "Pritwitz" zostały nazwane forty w Ulm oraz Poznaniu (IIIa). Do dziś w Ulm istnieje ulica Prittwitzstraße.